# هلی‌سوئیس
هلی‌سوئیس (به انگلیسی: Heliswiss) یک شرکت هواپیمایی است که در تاریخ ۱۹۵۸ میلادی تأسیس شده است. دفتر مرکزی هلی‌سوئیس در فرودگاه برن، سوئیس واقع شده‌است.